# 과민성
과민성(Irritability) 혹은 "이노성(易怒性, 화를 잘내는 성급한 성격)", "자극감수성"은 생명체가 환경 변화에 반응하는 흥분 능력(excitatory ability)을 말한다. 자극에 대한 생리학적 반응, 자극에 대한 비정상적 혹은 과도한 민감성(sensitivity)이라는 의미로 둘다 사용된다.
사람의 정서나 행동을 반영할 때, 정신건강 관점에서  고통을 주거나 장애를 줄 정도의 과민성은 염려증이나 결과에 대한 예측변수로서 중요하다.

## 정의
과민성은 생명체가 환경 변화에 반응하는 흥분 능력을 말한다. 용어는 자극에 대한 생리학적 반응, 혹은 자극에 대한 병적, 비정상적, 과도한 민감성 모두를 의미한다. 과민성은 환경, 상황, 사회, 정서 등에서 유래하는 생리학적 자극과 행동 자극 모두에 대한 행동 반응(behavioral response)으로 나타날 수 있다.
인간에게 있어 과민성은 평생동안 어느 시점에서나 발생할 수 있는 유의미한 진단 증상(transdiagnostic symptom) 혹은 기질(disposition)에 해당한다. 공격적일 가능성도 있는 부적 정동 상태(negative affective state), 특히 분노(anger)와 분노 폭발(temper outburst)을 수반하는 자극에 대하여 반응하는 경향으로 흔히 정의된다. 이런 정의는 분노와 공격성(aggression)의 정의와도 유사하다고 알려져 있다. 새로운 가설과 데이터 기반 연구는 과민성, 분노, 공격성의 차이를 주는 것이 무엇인지를 밝히는데 초점을 맞추고 있다. 정의는 폭넓다. 또한 연구와 치료에 관련된 특별한 정의와도 일치한다. 한 정의 의하면, 과민성은 좌절감(frustration) 경험에 대한 낮은 역치(threshold)라고 한다. 바라는 보상을 차단하거나 예상치 못한 처벌을 가하는 방식으로 연구자들이 좌절감을 유도할 수 있기 때문에, 이 정의는 실험에 있어 유용하다. 그러나 이는 좌절감이라는 것이 많은 정서적 행동적 연계성을 갖는 구성체인 만큼, 과민성에만 특정하게 적용되는 것은 아니다. 두번째는 자폐 스펙트럼 장애(autism spectrum disorder) 진단을 받은 환자에게 발생하는 행동상의 문제들에 대한 정의이다. 이러한 정의는 많은 임상 실험에서 사용되어 왔고 미국식품의약국(Food and Drug Administration)의 과민성 지표 정의에도 사용되고 있다.

## 징후 및 증상
정서나 행동상의 징후로는, 쉽게 화내거나(short temper) 쉽게 좌절하거나(easily frustrated), 불평이 많거나(grouchy) 까다로운(grumpy) 것을 말한다. 양육자는 가정 내 긴장이나 피로를 호소하기도 한다. 자식들을 자극하지 않으려고 웬만하면 모두 수용하려 한다. 과민성은 많은 정신 질환과도 연결되어 있다. 양극성장애(bipolar disorder), 우울장애(depressive disorder), 파괴적 기분조절부전장애(disruptive mood dysregulation disorder)와 같은 기분장애(mood disorder)를 정의하는데 필요한 특성이다. 자폐스펙트럼장애, 외상성스트레스장애(traumatic stress disorder), 범불안장애(generalized anxiety disorder)와 같은 증상의 특성이기도 하다. 섬망(delirium), 치매(dementia), 호르몬 변화(hormonal change), 대사장애(metabolic disturbance), 만성 스트레스, 질병, 약물 금단 증상에서도 과민성은 두드러진 특성이다.
물론 과민성은 어떤 증상에 특정된 것은 아니나, 임상가들은 생물학적, 사회적, 심리적, 가족내 요소들을 고려한다. 과민성은 진단 지표, 질병의 과정, 혹은 예후(prognosis)이다. 예를 들어, 임상가들의 주요 관심사는 과민성의 시간 경과이다. 예를 들어 누군가 평소 자신의 성격에 맞지 않게 짜증을 낸다면, 의사는 신경손상이나 기분장애와 같은 어떤 변화나 일시적 질병을 걱정할 수 있다. 과민성의 시간경과를 이해하는 것은 파괴적 기분조절부전장애로부터 소아양극성장애(pediatric bipolar disorder) 진단을 내리는 데에 있어 매우 중요하다. 다른 예로, 일상적인 과민성이 나타나는 미취학 아이들을 제외한 어린이들에게서 나타나는 만성적인 중증 과민성은 향후 우울(depression), 불안(anxiety), 자살가능성(suicidality)을 예측한다.

## 신경생리학
많은 특발성(idiopathic) 만성 과민성에 대한 연구를 통해, 일부 주요 신경체계(neural system)가 연관되어 왔음이 밝혀졌다. 이는 다음과 같은 내용을 포함한다. 1) 컴플렉스, 목표지향적 행동, 특히 억제 조절(inhibitory control)과 정서 조절의 기저를 이루는 전두엽전영역(prefrontal area) 2) 보상 처리(reward processing), 특히 좌절을 주는 자극에 대한 반응에의 보상 처리의 기저에 있는 피질-피질하 체계(cortico-subcortical system) 3) 위협과 각성 처리, 특히 사회적 공정성이나 사회적 위협에서 발생하는 것들에 관한 피질-피질하 체계

## 치료
수면, 운동, 스트레스, 식단 관리와 같은 생활습관(lifestyle habit)이 문제가 될 경우, 이를 조절하는 것이 중요하다.

## 같이 보기
- 공격성
- 짜증
- 원망
- 파괴적 기분조절부전장애
- 반항 장애